# Краткая медицинская энциклопедия
Краткая медицинская энциклопедия — трёхтомная энциклопедия для среднего медицинского персонала.
Редакционная коллегия издания состояла из академиков Академии медицинских наук СССР. Главный редактор — академик Борис Петровский, ответственный редактор — А. Н. Шабанов. Заместители главного редактора — академик Владимир Тимаков и профессор И. П. Лидов, являвшийся также заведующим главной редакцией.
Выпущена издательством «Советская энциклопедия» тиражом 115 000 экземпляров. Первый том вышел в 1972 году, второй — в 1973-м и третий — в 1974-м.
Второе издание Краткой медицинской энциклопедии вышло в 1989-1990 годах тиражом в 200 000 экземпляров.
В подготовке издания принимали участие художники: Е. С. Богословская, Н. О. Москалева, А. С. Панин, М. Ю. Черепанов, Ф. И. Юрышева.
Краткая медицинская энциклопедия предназначена для фельдшеров, акушерок и медицинских сестёр, в ней описаны организация и проведение санитарно-гигиенических и противоэпидемических мероприятий; диагностика, профилактика и лечения различных заболеваний, в том числе инфекционных, доврачебная помощь, уход за больными и борьба с травматизмом.

## Библиографические данные
- Краткая Медицинская Энциклопедия / Отв. ред. А. Н. Шабанов. — М.: Советская энциклопедия, 1972. — Т. 1: А — Корхорозид. — 584 с.
- Краткая Медицинская Энциклопедия / Отв. ред. А. Н. Шабанов. — М.: Советская энциклопедия, 1973. — Т. 2: Корь — Ртуть. — 600 с.
- Краткая Медицинская Энциклопедия / Отв. ред. А. Н. Шабанов. — М.: Советская энциклопедия, 1974. — Т. 3: Рубец — Ящур. — 542 с.
- Краткая Медицинская Энциклопедия / Гл. ред. Б. В. Петровский. — 2-е изд. — М.: Советская энциклопедия, 1989. — Т. 1: А — Кривошея. — 624 с.
- Краткая Медицинская Энциклопедия / Гл. ред. Б. В. Петровский. — 2-е изд. — М.: Советская энциклопедия, 1989. — Т. 2: Криз гипертонический — Риккетсии. — 608 с. — ISBN 5-85270-056-8.
- Краткая Медицинская Энциклопедия / Гл. ред. Б. В. Петровский. — 2-е изд. — М.: Советская энциклопедия, 1990. — Т. 3: Риккетсиозы — Ящур. — 559 с. — ISBN 5-85270-009-6.